# Elin Bing
Elin Ebba Bing (født 9. april 1939 på Frederiksberg, død 28. december 2012) var en dansk forfatter, kunstner og oversætter. Elin Bing var mest kendt som forfatter og medskaber til Bamses Billedbog og var gennem mere end 25 år tekstforfatter til tv-programmet under samme navn på DR. Derudover var hun også skaber af tv-julekalenderen Bamses Julerejse, der blev vist for første gang i 1996. Mange af Bamses sjove og velkendte udtryk såsom "tivertifald". er også opfundet af Elin Bing og brugt både på tv og i de fysiske bøger. Elin Bing modtog Orla-prisen i 2009 sammen med illustrator Dina Gellert prisen for bedste billedbog: "Bamses allergo'este bog".

Hun begyndte som elev på Kunsthåndværkerskolen, men uddannede sig på et senere tidspunkt til pædagog. I 1977 skrev hun radioføljetonen "Femten historier om Wanda", der også udkom som bog og blev til en tv-film.

Hun var fra 1972 til 1991 gift med forfatteren Thomas Winding.
Elin Bing var datter af Jens Bing og Else født Caspersen og søster til Erik Henriques Bing.